# 切沙努夫

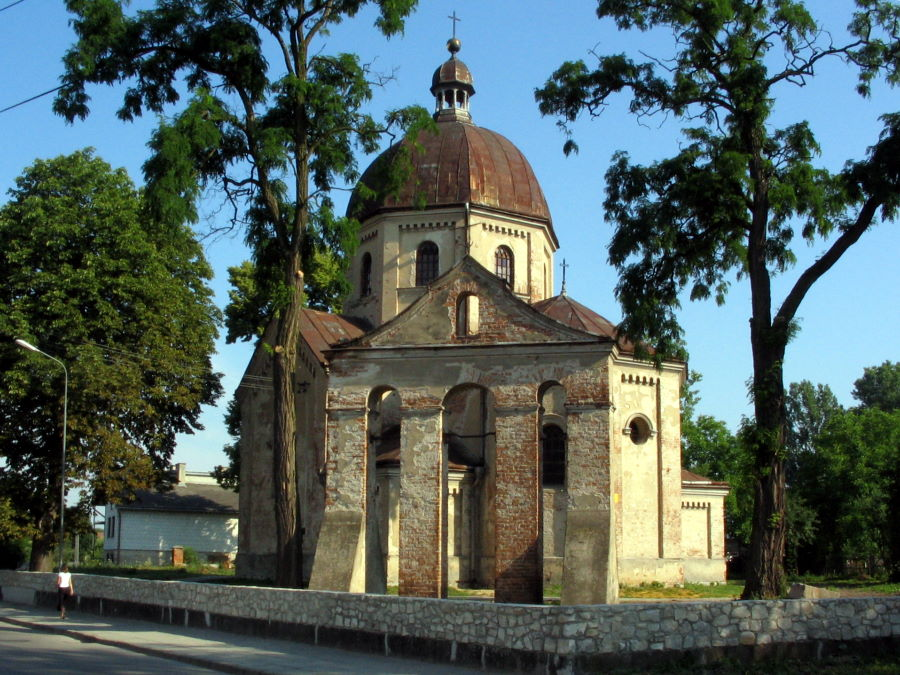

切沙努夫是波蘭的城鎮，位於該國中部維斯瓦河畔，距離庫亞維地區亞歷山德魯夫10公里，由庫亞維-波美拉尼亞省負責管轄，面積15.26平方公里，海拔高度40米，2006年人口10,855。
50°16′N 23°08′E / 50.267°N 23.133°E